# Maj Olsen

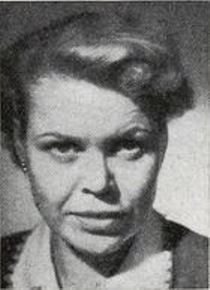
Maj Olsen.

Maj Ingrid Olsen, född 24 april 1914 i Ytterlännäs församling, Västernorrlands län, död där 30 december 1986, var en svensk författare.
Olsen, som var dotter till köpmannen August Lind och Maria Lind, genomgick flickskolan i Härnösand, där hon uppnådde normalskolekompetens 1932, och därefter reklamkonstskola. Hon övertog AB Aug. Linds konfektionsaffärer i Nyland och Bollstabruk efter föräldrarna. Hon började även att bedriva författarskap och debuterade som romanförfattare 1951. Efter att ha sålt butikerna 1964 blev hon författare på heltid och skrev under 1960-talet tre ungdomsböcker. Hon var medlem av Petreacirkeln, en studiecirkel inom Fredrika-Bremer-kretsen i Härnösand som sedan slutet av 1950-talet leddes av Karin Westman Berg, och kom därigenom att inspireras av feminismen. Senare skrev hon bland annat en bok om Sofie Sager och romanen På Malins tid i Ådalen (1981).
Ungdomsboken Ann-Cristine och häxorna (1968), handlar om en ung kvinna, Ann-Cristine, som gör slut med sin pojkvän då han inte vill erkänna kvinnors värde och som under ett gräl säger att hon liknar en häxa. För Ann-Cristine blir detta den tändande gnistan till en omfattande forskning om sin släkts historia, då hon hört talas om att en av hennes norrländska anmödrar blivit bränd som häxa (häxprocessen i Torsåker). Ying Toijer-Nilsson skrev 1978 att Olsen i denna bok var före sin tid "både i sin strävan att ge kvinnohistorisk faktabakgrund till dagens könsrollsdebatt och i sin iver att väcka förståelse för de kvinnor , som var uppslagsrikare, fantasifullare och kunniga än andra".
Olsen var gift med folkskolläraren Arne Olsen.  